# عبدالرحمن محمد
عبدالرحمن محمد (عربی: عبدالرحمن محمد عبدالله؛ زادهٔ ۱ اکتبر ۱۹۶۳) بازیکن سابق فوتبال اهل امارات متحده عربی است. 
وی از سال ۱۹۸۹ تا ۱۹۹۰ در تیم ملی فوتبال امارات متحده عربی بازی انجام داده است و عضو این تیم در جام جهانی فوتبال ۱۹۹۰ بوده است.